# 비보랑
비보랑(秘宝郞, 549년 ~ ?, 풍월주 582년 ~ 585년)은 신라의 제9대 풍월주이다.
위화랑의 딸 옥진궁주는 법흥왕과의 사이에서 비대전군(比臺殿君)을 낳았는데, 비대는 미진부공의 친동생인 실보낭주(實宝娘主)와 맺어져 제9대 풍월주 비보랑(秘宝郞)을 낳았다.
그는 노래와 피리를 배웠으나 모두 설원랑에게 미치지 못하였다. 이에 문노에게 검을 배우면서 문노의 사람이 되었다. 그가 풍월주로 있을 때, 그의 노력에도 불구하고 당파가 나뉘었다. 이에 대한 책임을 지고 물러나려 하자 문노가 이를 반대하여 이룰 수 없었다.

## 가족 관계

### 선대
- 조부 : 신라 제23대 국왕 법흥왕
- 조모 : 옥진궁주 김씨(玉珍宮主 金氏)
  - 아버지 : 비대공
- 외조부 : 아시(阿時)
- 외조모 : 삼엽궁주 김씨(三葉宮主 金氏)
  - 어머니 : 실보낭주 김씨(實寶娘主 金氏)
- 외숙부 : 미진부

### 부인과 후손
- 부인 : 세진낭주 박씨(細珍娘主 朴氏) - 상대등 노리부의 딸
  - 아들 : 세호랑(細好郞)
  - 딸 : 세미(細美)
  - 딸 : 세신(細新)
- 부인 : 덕명공주 김씨(德明公主 金氏) - 진흥왕의 딸
  - 아들 : 붕부(朋夫)
  - 아들 : 보부(寶夫)
  - 아들 : 석부(石夫)
  - 아들 : 보주(寶珠)
  - 아들 : 진주(眞珠)
  - 딸 : 홍주(紅珠)
  - 딸 : 녹주(綠珠)
  - 딸 : 명주(明珠)
- 첩 : 유지(柳枝)
  - 아들 : 유오랑(柳五郞)

| 전임 문노 | 제9대 풍월주 582년 - 585년 | 후임 미생 |